# Hendrick van Balen
Hendrick van Balen, född 1575, död 1632, var en flamländsk konstnär.
van Balen var lärjunge till Adam van Noort och lärare till Anthonis van Dyck. Han hämtade sina motiv ur mytologin och Bibeln. Till van Balens figurer målade ofta Joos de Momper och Jan Brueghel den äldre landskapen.